# 圣雷米莱舍夫勒斯站
圣雷米莱舍夫勒斯站是法国的一个铁路车站，位于法国法兰西岛大区伊夫林省的圣雷米莱舍夫勒斯。该站是法兰西岛大区快铁B线的南侧起点，属于法兰西岛大区第五收费区（Zone 5）

## 位置
圣雷米莱舍夫勒斯站位于圣雷米莱舍夫勒斯市区的中部，法国索线铁路29.3公里处，也是该铁路线的实际终点。车站大致呈东西走向，开口朝北。
自1979年起，圣雷米莱舍夫勒斯站成为法兰西岛大区快铁B线的南侧起点。

## 站台设置
| 北↑ |      |           | 主站房 |
|     | 侧式 |           |        |
|     |      | [T] · (B) | →      |
|     |      | [T] · (B) | →      |
|     | 岛式 |           |        |
|     |      | 存车线    |        |
|     |      | 存车线    |        |
|     |      | 存车线    |        |
| 南↓ |      |           |        |

## 停靠线路
以下列车线路在圣雷米莱舍夫勒斯站停靠：
| 圣雷米莱舍夫勒斯站列车线路表（区域线路） |                |           |          |          |
| 起点                                     | 上一站         | 线路      | 下一站   | 终点     |
| 米特里-克莱                              | 伊韦特河畔日夫 | [T] · (B) | （终点） | （终点） |

## 配套交通

### 长途客车
| 停靠圣雷米莱舍夫勒斯站的大巴车 |                      | |
| 上下车地点                     | 运营单位             | 主要线路及目的地 |
| 圣雷米莱舍夫勒斯站门口         | 舍夫勒斯河谷汽车服务 | 262 马尼莱阿莫 · 沙托福尔 · 图叙勒诺布勒 · 比克 · 宫殿左岸城铁站 263 马尼莱阿莫 · 沙托福尔 · 宫殿左岸城铁站 39.003 舍夫勒斯 · 伊夫林地区当皮埃尔 · 欧法日斯 · 伊夫林地区维埃耶埃格利斯 · 朗布依埃 39.27 舍夫勒斯 · 圣福尔热 · 伊夫林地区当皮埃尔 · 莱维圣农 · 莱塞萨尔勒鲁瓦 |
| 圣雷米莱舍夫勒斯站门口         | (N)                  | N122 巴黎 · 当费尔-罗什罗 · 马西 · 奥赛 · 伊韦特河畔比尔 · 伊韦特河畔日夫 |
| 圣雷米莱舍夫勒斯站门口         | RATP                 | 当RER B施工或罢工时，RATP可能会提供途径该线路沿途站点的大巴车 |
| 1. 2. 3.                       |                      | |

### 城市公共交通
| 圣雷米莱舍夫勒斯站附近的市内公共交通线路 |                              | |
| 公交车站名称                             | 运营单位                     | 停靠线路 |
| 圣雷米莱舍夫勒斯火车站                   | 舍夫勒斯河谷汽车服务         | 39.02 圣雷米莱舍夫勒斯-快铁站 ↔ 伊韦特河畔日夫-河谷高级中学 39.10 圣雷米莱舍夫勒斯-快铁站 ↔ 圣雷米莱舍夫勒斯-采石场 39.13 圣雷米莱舍夫勒斯-快铁站 ↔ 利穆尔-儒勒·凡尔纳高级中学 39.17 圣雷米莱舍夫勒斯-快铁站 ↔ 拉韦里耶尔-火车站 39.35B 伊韦特河畔日夫-河谷高级中学 ↔ 舍夫勒斯-顾拜旦初级中学 39.37C 圣雷米莱舍夫勒斯-快铁站 ↔ 圣雷米莱舍夫勒斯-采石场 39.37D 圣雷米莱舍夫勒斯-快铁站 ↔ 比克-法德高级中学 |
| 圣雷米莱舍夫勒斯火车站                   | 伊夫林地区圣康坦城市公共交通 | 451 圣雷米莱舍夫勒斯-火车站 ↔ 瓦桑勒布勒托讷-伊莲·布谢尔初级中学 453 圣雷米莱舍夫勒斯-火车站 ↔ 吉扬库尔-欧仁·维奥莱特勒迪克 454 圣雷米莱舍夫勒斯-火车站 ↔ 蒙蒂尼勒布勒托讷-圣弗朗索瓦·达西斯初级中学 464 圣雷米莱舍夫勒斯-火车站 ↔ 蒙蒂尼勒布勒托讷-火车站 |
| 1. 2. 3.                                 |                              | |

### 社会车辆
圣雷米莱舍夫勒斯站门口设有社会车辆及非机动车停车场。

## 临近车站
| 圣雷米莱舍夫勒斯站（Gare de Saint-Rémy-lès-Chevreuse） |          |          |
| 上行车站                                               | 线路     | 下行车站 |
| 伊韦特河畔库尔塞勒站 2.2km ←                           | 索线铁路 | （终点） |
| - 本表仅显示运营中的线路及车站                         |          |          |